# Desiigner
Сидни Ройел Селби-третий (англ. Sidney Royel Selby III; 3 мая 1997, Бруклин, Нью-Йорк), более известный под псевдонимом Desiigner (рус. Дизайнер) — американский рэпер. Начав свою музыкальную карьеру в 2014 году, он получил известность в 2015 году с выходом своего дебютного сингла «Panda», поднявшегося на первую строчку чарта Billboard Hot 100 и ставшего популярным в ряде стран. В феврале 2016 года было объявлено, что Desiigner подписал контракт с созданным Канье Уэстом лейблом GOOD Music. В июне того же года журнал XXL поместил его в свой ежегодный список лучших новых хип-хоп-исполнителей Freshman Class.

## Биография

### Детство и юность
Сидни Ройел Селби-третий родился в Бруклине 3 мая 1997 года. По его словам, в юности его всегда окружала музыка. Его дедушка, гитарист Сидни «Guitar Crusher» Селби, выступал с такими группами, как The Drifters и The Isley Brothers. «Мой отец слушал Funkadelic. Я иду к друзьям, они слушают хип-хоп. Я иду к сестре, она слушает рэгги. Я иду к кузенам, они слушают всё подряд», — рассказал рэпер в интервью журналу Fact. В детстве он пел в церковном хоре. По словам рэпера, он был «плохим ребёнком» и занимался «тупыми вещами» на улицах Бруклина. Однако в 14 лет он изменил своё мировоззрение, после того как получил огнестрельное ранение в бедро. «[Рана] не была серьёзной, я провёл в госпитале минут 30. Но тот момент ясно дал мне понять: „Эй, задумайся!“. Когда это произошло, я понял, что не должен там находиться», — заявил рэпер. После этого он решил заняться музыкой. В 15 лет отец подарил ему словарь рифм, который рэпер выучил наизусть.

### 2014—2022: Карьера
Desiigner начал свою музыкальную карьеру в 2014 году, под псевдонимом Dezolo, выпустив совместно с Phresher и Rowdy Rebel композицию «Danny Devito». Вскоре он сменил псевдоним на Designer Royel, который позже изменил на Desiigner по совету своей сестры. 1 ноября 2015 года Desiigner выпустил свою первую композицию, «Zombie Walk». 15 декабря он выпустил свой дебютный сингл под названием «Panda». Композиция получила небольшую известность, после чего её услышал Канье Уэст. Он решил использовать отрывок из неё в качестве сэмпла для композиции «Father Stretch My Hands Pt. 2» со своего седьмого студийного альбома The Life of Pablo. После этого композиция «Panda» обрела широкую известность. 12 марта 2016 года она попала в чарт Billboard Hot 100, где начала постепенно подниматься на верхние позиции. 25 апреля она поднялась на первую строчку чарта, где продержалась две недели. Desiigner стал первым нью-йоркским рэпером со времён Jay-Z, с его композицией «Empire State of Mind», поднявшимся на первую строчку Billboard Hot 100. Всего «Panda» продержалась в первой десятке хит-парада 17 недель и получила статус платинового как в США, так и в ряде других стран. Критики отметили данную композицию, сравнив её с творчеством рэпера Future. В феврале 2016 года, во время представления альбома The Life of Pablo в Мэдисон-сквер-гарден, Канье Уэст объявил о том, что Desiigner подписал контракт с его лейблом GOOD Music. В марте Desiigner выступил на фестивале South by Southwest, где представил новую композицию «Pluto».
В апреле 2016 года в интервью Billboard рэпер объявил о скором выходе микстейпа Trap History Month, название которого он вскоре сменил на New English. В мае продюсер Mike Dean объявил о том, что он работает с ним над его дебютным студийным альбомом и что он станет исполнительным продюсером данного альбома, получившего название The Life of Desiigner. В июне журнал XXL поместил его в свой ежегодный список лучших новых хип-хоп-исполнителей Freshman Class. В том же месяце был выпущен заглавный сингл с компиляции лейбла GOOD Music под названием Cruel Winter, в записи которого принял участие Desiigner. Также в июне он впервые выступил на телевидении, исполнив композицию «Panda» на церемонии вручения премии BET Awards 2016. 26 июня рэпер выпустил микстейп New English. Он получил смешанные отзывы критиков. В июле рэпер выпустил в качестве сингла композицию «Timmy Turner», основой для которой стал выпущенный ранее фристайл, исполненный им же.
В ноябре 2019 года Desiigner объявил о том, что покидает лейбл G.O.O.D Music. 11 ноября 2019 года он выпустил новый сингл «DIVA» и снял к нему видео.
В ноябре 2022 года в прямой трансляции в Instagram заявил, что уходит из рэпа и не может больше заниматься творчеством из-за смерти Takeoff. Возобновил карьеру 26 ноября того же года, выпустив сингл «My Brodie» и клип на него.

### С 2022
В 2025 году записал гимн для российского медиафутбольного клуба «Титан».

## Дискография

### Студийные альбомы
- The Life of Desiigner (2018)

### Микстейпы
| Название    | Информация                                                                          | Наивысшая позиция в чартах | Наивысшая позиция в чартах | Наивысшая позиция в чартах | Наивысшая позиция в чартах |
| Название    | Информация                                                                          | US                         | US R&B                     | US Rap                     | CAN                        |
| ----------- | ----------------------------------------------------------------------------------- | -------------------------- | -------------------------- | -------------------------- | -------------------------- |
| New English | - Выпущен: 26 июня 2016 - Формат: цифровая дистрибуция - Лейбл: GOOD Music, Def Jam | 22                         | 14                         | 8                          | 33                         |

### Синглы

#### Как основной артист
| Название | Год  | Наивысшая позиция | Наивысшая позиция | Наивысшая позиция | Наивысшая позиция | Наивысшая позиция | Наивысшая позиция | Наивысшая позиция | Наивысшая позиция | Наивысшая позиция | Наивысшая позиция | Сертификация | Альбом                |
| Название | Год  | US                | US R&B            | US Rap            | AUS               | CAN               | DEN               | FRA               | NZ                | SWE               | UK                | Сертификация | Альбом                |
| --- | ---- | ----------------- | ----------------- | ----------------- | ----------------- | ----------------- | ----------------- | ----------------- | ----------------- | ----------------- | ----------------- | --- | --------------------- |
| «Panda» | 2015 | 1                 | 1                 | 1                 | 7                 | 4                 | 10                | 16                | 4                 | 11                | 7                 | - RIAA: платиновый - ARIA: 2× платиновый - BPI: золотой - GFL: 2× платиновый - IFPI DEN: золотой - MC: платиновый - RMNZ: платиновый | New English           |
| «Champions» (совместно с Канье Уэстом, Gucci Mane, Big Sean, 2 Chainz, Трэвисом Скоттом, Yo Gotti and Quavo) | 2016 | 71                | 22                | 15                | —                 | 73                | —                 | —                 | —                 | —                 | 128               | | Cruel Winter          |
| «Tiimmy Turner»                                                                                              | 2016 | 46                | 14                | 9                 | —                 | 64                | —                 | 174               | —                 | —                 | —                 | | The Life of Desiigner |

#### Как приглашённый артист
| Название                                                                  | Год  | Альбом             |
| ------------------------------------------------------------------------- | ---- | ------------------ |
| «Strapped & Ready» (Rah Smooth совместно с Desiigner, Money и Loopy)      | 2016 | —                  |
| «Finesse» (Джим Джонс совместно с Rich Homie Quan, ASAP Ferg и Desiigner) | 2016 | The Kitchen        |
| «On the Low» (Phresher совместно с Desiigner)                             | 2016 | —                  |
| «Danny DeVito» (Phresher совместно с Desiigner и Rowdy Rebel)             | 2016 | —                  |
| «Mic Drop» (Стив Аоки и BTS совместно с Desiigner)                        | 2017 | Love Yourself: Her |

## Награды и номинации
| Год  | Награда                | Категория            | Номинирован | Результат | И      |
| ---- | ---------------------- | -------------------- | ----------- | --------- | ------ |
| 2016 | MTV Video Music Awards | Лучший новый артист  | Desiigner   | Номинация | [ 61 ] |
| 2016 | MTV Video Music Awards | Лучшее хип-хоп-видео | «Panda»     | Номинация | [ 61 ] |